# Karim Mossaoui
Karim Mossaoui (Rotterdam, 27 febbraio 1988) è un giocatore di calcio a 5 ed ex calciatore olandese.

## Carriera
Dopo alcune esperienze nel calcio professionistico, all'età di 24 anni Mossaoui ha deciso di dedicarsi al calcio a 5; la sua prima squadra è stata il TPP Rotterdam che lo ha tesserato nel gennaio del 2013. Nel dicembre successivo ha debuttato nella Nazionale maschile di calcio a 5 dei Paesi Bassi nel corso di un'amichevole pareggiata per 3-3 contro il Belgio. Con i tulipani ha disputato due campionati europei e la Coppa del Mondo 2024.

## Palmarès

### Calcio
- Vtora profesionalna futbolna liga: 1 
Etăr 1924: 2011-2012 (girone est)

### Calcio a 5
- Campionato olandese: 3
Hovocubo: 2017-2018, 2018-2019, 2021-2022
- Coppa dei Paesi Bassi: 2
Hovocubo: 2017-2018, 2021-2022